# Acuario (constelación)
Acuario o Aquarius («el aguador») es una de las 88 constelaciones reconocidas por la astronomía moderna, descrita por Claudio Ptolomeo. Su símbolo representa el flujo del agua.
De todo el zodiaco, Acuario es una de las constelaciones reconocida con mayor antigüedad. Los sumerios le dieron este nombre a la constelación, en honor a su dios An, que derrama el agua de la inmortalidad sobre la Tierra. Se encuentra en una región comúnmente llamada el Mar o Aqua por la profusión de constelaciones acuáticas tales como Cetus, Piscis, Eridanus. Algunas veces el río Eridanus se representa como lo que derrama la vasija de Acuario.

## Características destacables

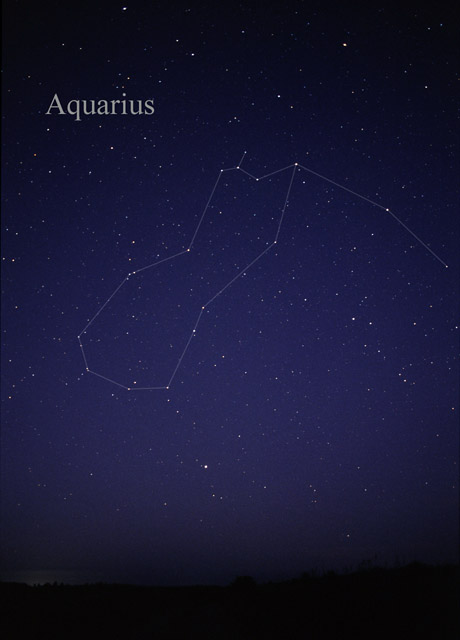
Constelación de Acuario.

La constelación de Acuario es la décima más extensa, cubriendo más del 2,3 % del cielo nocturno. Incluye 56 estrellas observables a simple vista, en su mayoría tenues, siendo Sadalsuud (β Aquarii) la más brillante con magnitud 2,90. La segunda estrella más brillante es Sadalmelik (α Aquarii), una supergigante amarilla de tipo espectral G2Ib —muy parecida a la citada Sadalsuud— con un radio 53 veces más grande que el del Sol y una masa equivalente a 6,5 masas solares.
A las dos supergigantes amarillas les sigue en brillo δ Aquarii, conocida como Skat, una estrella blanca de la secuencia principal de tipo A3V situada a 160 años luz de la Tierra.
Sadachbia es el nombre de γ Aquarii, una estrella binaria cuya componente principal es también una estrella blanca de la secuencia principal, pero de tipo A0V y 10 470 K de temperatura.
Otra estrella brillante es ζ Aquarii, ocasionalmente llamada Sadaltager, una binaria compuesta por una estrella blanco-amarilla de la secuencia principal y una subgigante ligeramente más fría, de tipo F6IV. La subgigante es, a su vez, una binaria espectroscópica.
Acuario contiene varias gigantes rojas, la más brillante entre ellas, λ Aquarii, recibe el nombre de Hydor y tiene un radio 100 veces mayor que el radio solar, equivalente a 0,5 ua.
φ Aquarii, de tipo espectral M2III, tiene un tamaño más modesto, unas 35 veces más grande que el del Sol.
No así χ Aquarii, que es, en cuanto a tamaño, parecida a Hydor pero se encuentra casi al doble de distancia que esta. 
Finalmente, 3 Aquarii es también una gigante roja —de tipo M3III— semejante a χ Aquarii y a Hydor, siendo su radio 117 veces más grande que el del Sol. Al igual que estas, es una variable irregular.
11 Aquarii es una enana amarilla de tipo G1V con una luminosidad casi el doble de la luminosidad solar. Asimismo, 53 Aquarii es una binaria espectroscópica formada por dos enanas amarillas. Una de ellas, de tipo G2V, es muy parecida al Sol, mientras que su compañera es ligeramente más fría. El período orbital del sistema es de aproximadamente 3500 años.
Entre las variables de la constelación se encuentra R Aquarii, estrella simbiótica que se piensa que está compuesta por una enana blanca y una variable Mira formando un sistema binario. Debido a su atracción gravitatoria, la enana blanca atrae materia de la gigante roja y ocasionalmente expulsa parte de la misma en extraños bucles que forman una nebulosa que rodea la estrella.
Otra variable de interés es AE Aquarii, una variable cataclísmica de tipo DQ Herculis: Es una binaria interactuante en donde hay transferencia de masa entre las dos componentes, una enana blanca y una estrella naranja; además, AE Aquarii constituye el primer caso en el cual una enana blanca se comporta como un púlsar, emitiendo pulsos de rayos X de alta energía.
Acuario contiene varias estrellas con sistemas planetarios, entre ellas las enanas rojas Gliese 849 y Gliese 876, esta última con cuatro planetas. Los dos planetas de Gliese 849 tienen largos períodos orbitales de 1924 y 5520 días.
TRAPPIST-1 es una enana roja ultra fría de tipo espectral M8V que alberga un sistema de siete planetas; al menos tres de ellos orbitan en la zona habitable circunestelar.
Muy distinta es ψ1 Aquarii, gigante naranja de tipo espectral K1III con un planeta que orbita a 0,70 ua de ella.
Bosona, nombre que recibe HD 206610, es también una estrella similar (de tipo K0III) con un planeta gigante cuyo período orbital es de 673 días.

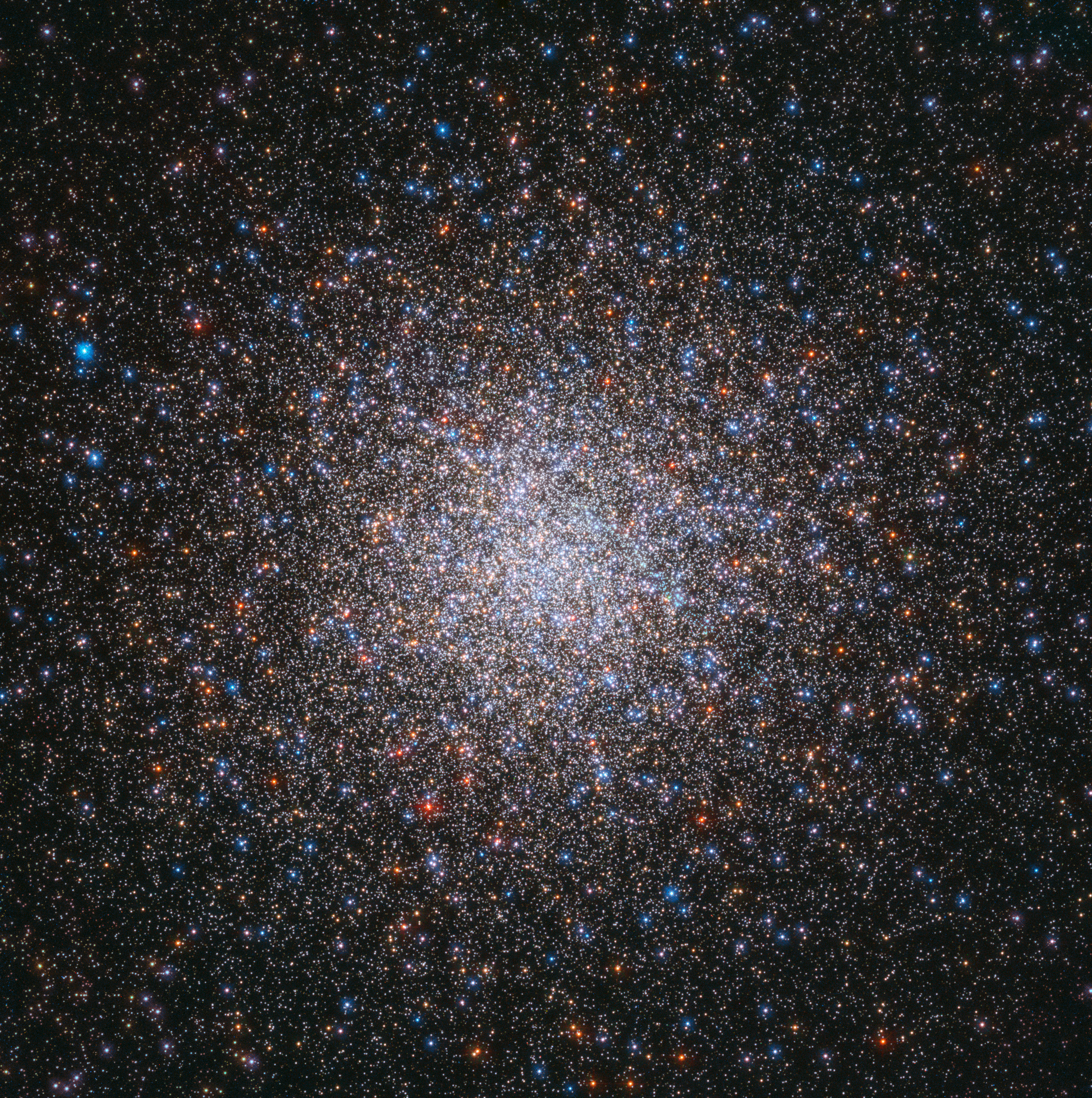
Imagen del telescopio Hubble del Cúmulo globular M2

En esta constelación se encuadra GJ 1276, una de las enanas blancas más frías que se conocen. Con una temperatura superficial de solo 4000 K, su edad estimada —como remanente estelar— es de 8480 millones de años. Se encuentra a una distancia de 27,8 años luz.
En Acuario se localiza el cúmulo globular M2, uno de los más compactos que se conocen. Contiene 150 000 estrellas, incluyendo 21 variables. Tiene una edad de 12 500 millones de años, siendo por tanto uno de los cúmulos estelares más antiguos asociados a la Vía Láctea.
Otro cúmulo globular es M72, situado a 52 600 años luz y que se encuentra a una considerable distancia más allá del centro galáctico.
También en esta constelación se encuentra la Nebulosa de la Hélice (NGC 7293), espectacular nebulosa planetaria distante unos 655 años luz, por lo que es una de las más próximas a la Tierra. Debido a su aspecto característico, en la cultura popular ha recibido el sobrenombre de «Ojo de Dios».
Otra nebulosa planetaria en Acuario es la Nebulosa Saturno (NGC 7009), de compleja estructura. Esta incluye un halo, corrientes en forma de chorro, múltiples conchas, así como ansae (asas) que se expanden de forma no radial desde la estrella central.
En esta constelación se localiza la Enana de Acuario, galaxia enana irregular aislada. Se encuentra cerca del extremo del Grupo Local, a 1 megapársec de la Vía Láctea y a 1,1 megapársecs de la Galaxia de Andrómeda, por lo que probablemente no haya interactuado con ninguna de ellas durante toda su existencia.

## Estrellas principales
- α Aquarii (Sadalmelik), estrella supergigante amarilla de magnitud 2,95 que se encuentra a 760 años luz.
- β Aquarii (Sadalsuud), la más brillante de la constelación con magnitud 2,90, y de características muy similares a Sadalmelik.
- γ Aquarii (Sadachbia), estrella binaria de magnitud 3,86.
- δ Aquarii (Skat), estrella blanca de magnitud 3,27.
- ε Aquarii (Albali), estrella blanco-azulada de magnitud 3,75.
- ζ Aquarii, un sistema binario formado por dos estrellas blanco-amarillas separadas 1,67 segundos de arco.
- η Aquarii, estrella blanco-azulada de magnitud 4,02.
- θ Aquarii (Ancha), gigante amarilla a 191 años luz de distancia.
- λ Aquarii (Hydor), una gigante roja variable irregular cuyo brillo varía entre magnitud 3,70 y 3,80.
- ν Aquarii, gigante amarillo-naranja de magnitud 4,50.
- ο Aquarii, subgigante blanco-azulada y estrella Be de magnitud 4,70.
- ξ Aquarii, estrella blanca de magnitud 4,69.
- π Aquarii (Seat), de color blanco-azulado es una estrella Be y una variable Gamma Cassiopeiae.
- υ Aquarii, enana amarilla de magnitud 5,20 que con una compañera estelar descubierta en 2005.
- φ Aquarii, gigante roja cuyas características son casi idénticas a las que tendrá nuestro Sol dentro de 7600 millones de años.
- χ Aquarii, gigante roja y variable irregular pero menos brillante que Hydor.

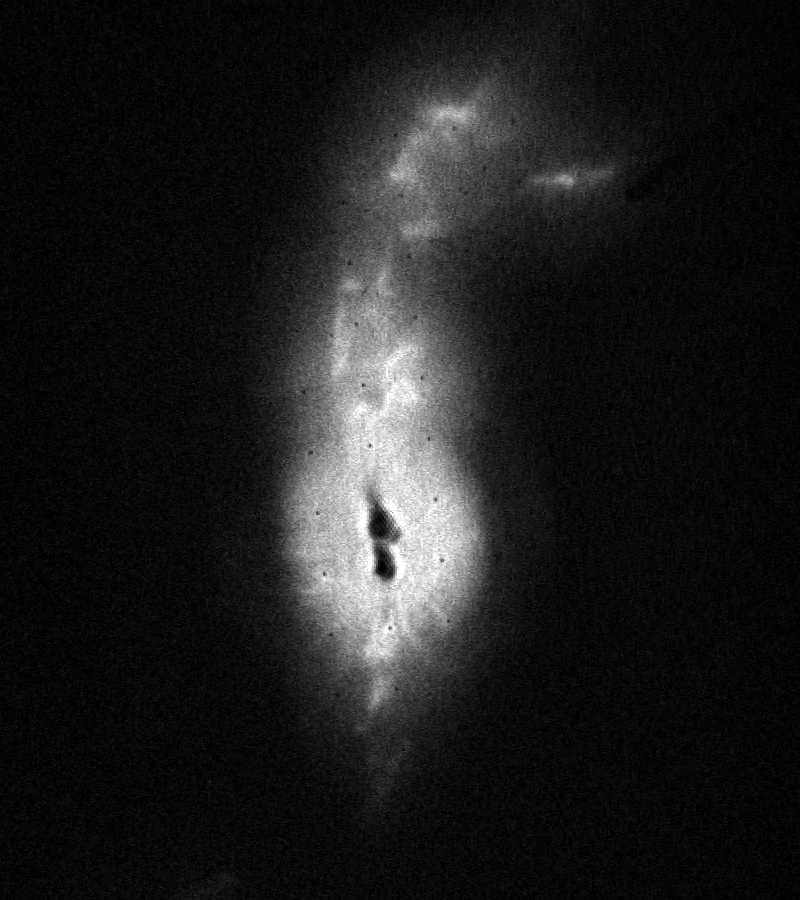
Imagen de la estrella simbiótica R Aquarii obtenida por el telescopio espacial Hubble

- ψ Aquarii, da nombre a tres estrellas diferentes: ψ1 Aquarii, gigante naranja con un planeta, ψ2 Aquarii, estrella blanco-azulada variable, y ψ3 Aquarii, estrella binaria blanca. La magnitud de las tres estrellas está comprendida entre 4,20 y 5,00..
- ω1 Aquarii y ω2 Aquarii, la primera una subgigante blanca de magnitud 4,99 y la segunda una estrella blanco-azulada de magnitud 4,48.
- 1 Aquarii, gigante roja de magnitud 5,15.
- 11 Aquarii, enana amarilla de magnitud 6,21 más caliente y luminosa que el Sol.
- 25 Aquarii (d Aquarii), gigante anaranjada de magnitud 5,11.
- 53 Aquarii, sistema binario compuesto por dos análogos solares.
- 77 Aquarii, gigante naranja de magnitud 5,56.
- 88 Aquarii (c2 Aquarii), brillante gigante naranja de magnitud 3,68, quinto astro más brillante de la constelación.
- 94 Aquarii, estrella múltiple cuya componente principal es una subgigante amarilla de magnitud 5,19.
- R Aquarii, estrella simbiótica compuesta por una enana blanca y una variable Mira.
- AE Aquarii, variable cataclísmica cuya componente principal, una enana blanca, muestra un comportamiento similar al de un púlsar.
- EN Aquarii (3 Aquarii), gigante roja y variable irregular similar a χ Aquarii, aunque algo más brillante que ésta.

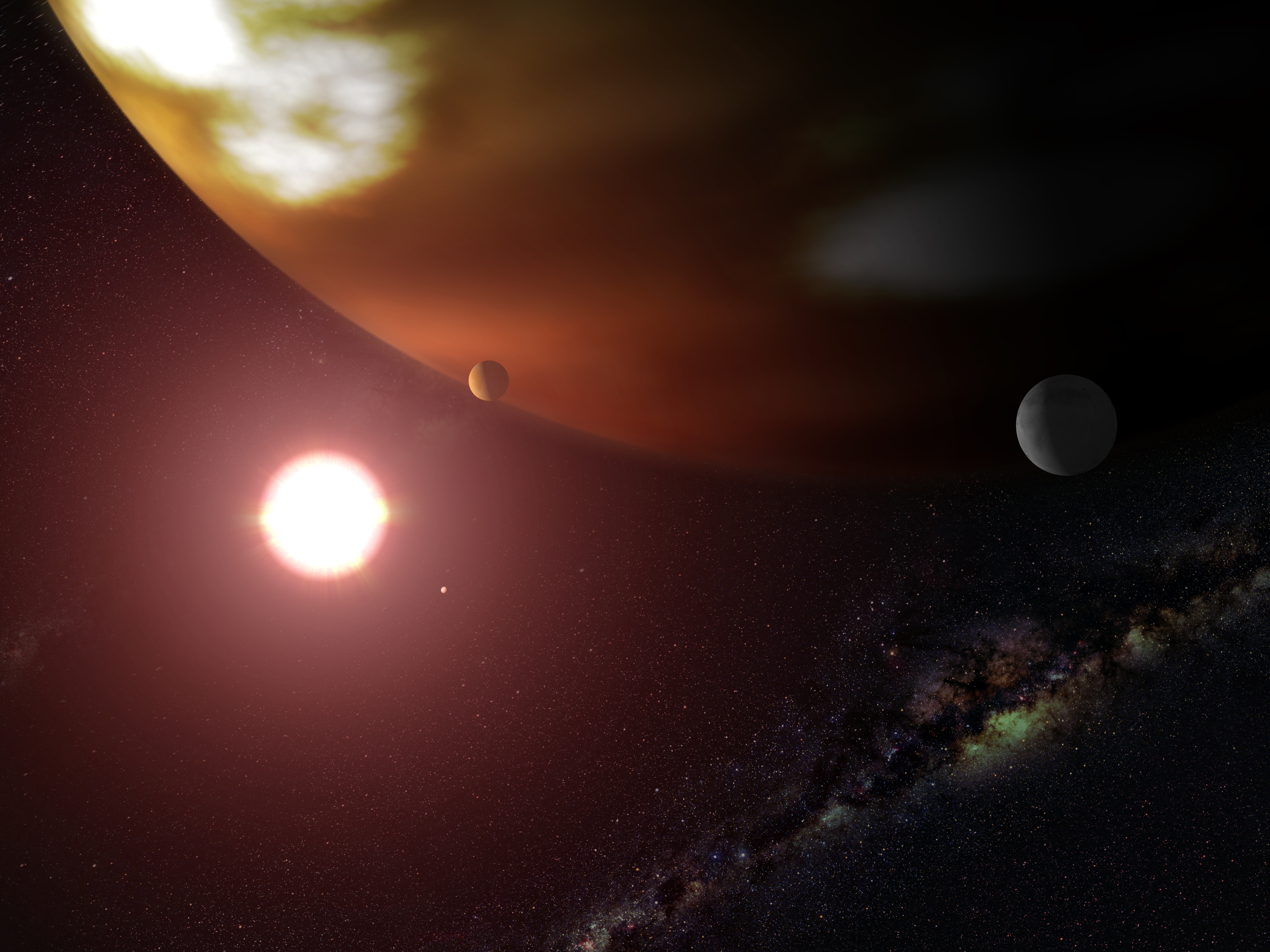
Representación artística de Gliese 876 vista desde uno de sus planetas

- ET Aquarii (108 Aquarii), estrella variable Alfa2 Canum Venaticorum cuya magnitud oscila entre 5,12 y 5,21.
- EZ Aquarii, sistema estelar triple a solo 11,3 años luz.
- FK Aquarii (Gliese 867), sistema estelar con actividad cromosférica; sus componentes son enanas rojas.
- HD 210277, enana amarilla más fría y menos luminosa que el Sol; alrededor de ella se ha descubierto un planeta extrasolar.
- Gliese 876, enana roja distante 15,3 años luz que posee varios planetas orbitando alrededor, uno de ellos un planeta terrestre.
- Gliese 849, también enana roja con un planeta extrasolar.
- Wolf 940, sistema binario formado por una enana roja y una enana marrón.
- Gliese 884, enana naranja a 26,6 años luz.
- GJ 1276 (WD 2251-070), enana blanca muy antigua; su edad como remanente estelar puede superar los 7000 millones de años.
- BD-22 5866 (LP 875-68), sistema estelar cuádruple cuyas componentes están muy próximas entre sí.
- TRAPPIST-1, estrella enana roja ultra fría que alberga un sistema de siete planetas.

## Objetos de cielo profundo

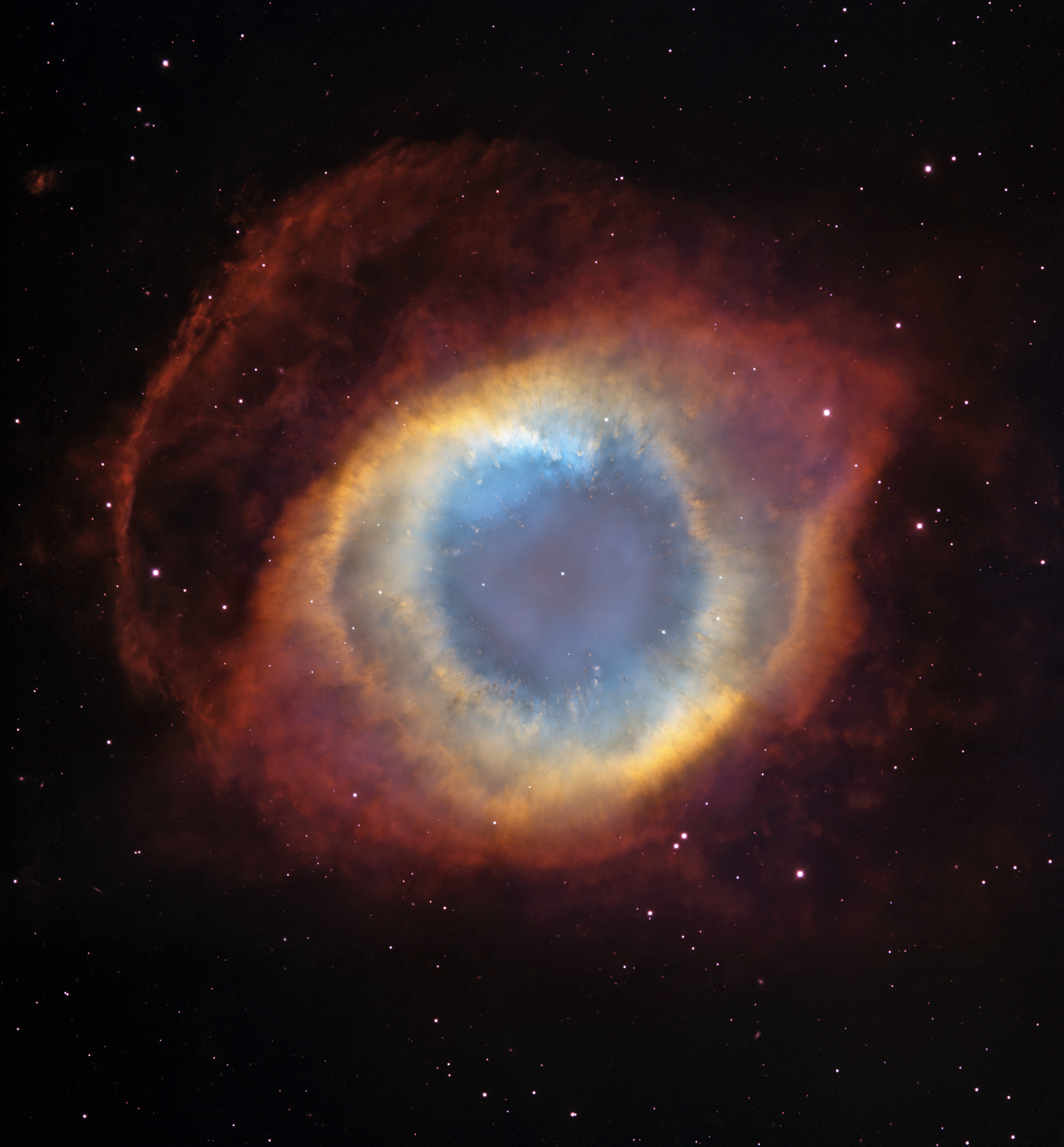
Nebulosa de la Hélice, una de las nebulosas planetarias más cercanas a la Tierra.

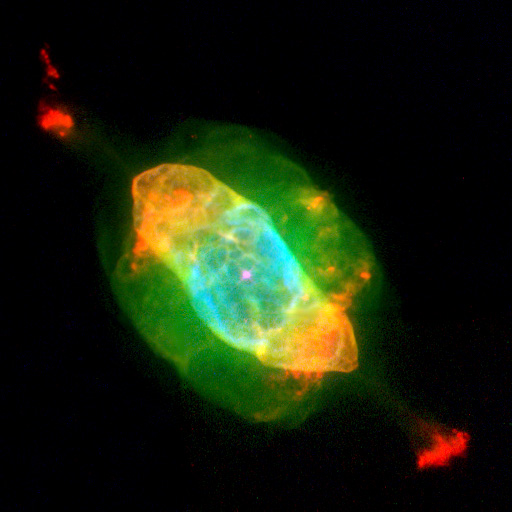
Nebulosa planetaria NGC 7009 observada desde el telescopio espacial Hubble.

Hay tres objetos del cielo profundo que están en el Catálogo Messier:
- Cúmulo globular M2, uno de los más ricos y compactos que se conocen. Distante 37 500 años luz, contiene 150 000 estrellas, incluyendo 21 estrellas variables. Su parte central es bastante compacta: el denso núcleo central del cúmulo tiene solo 20 segundos de arco de diámetro, lo que corresponde a un diámetro de 3,7 años luz.[30]
- M72, otro cúmulo globular. De magnitud aparente 9 o 10, es uno de los cúmulos globulares intrínsecamente más luminosos, pues está a 53 000 años luz.
- M73, en realidad un asterismo y no un verdadero cúmulo abierto.

Además se localizan dos nebulosas planetarias:
- Nebulosa Saturno (NGC 7009), al sureste de η Aquarii. La estrella central es de magnitud aparente 11,5. Tiene una luminosidad —en el espectro visible— unas 20 veces mayor que la del Sol pero emite la mayor parte de su radiación como luz ultravioleta. Enormemente caliente, su temperatura alcanza los 90 000 K,
- Nebulosa de la Hélice o Nebulosa Hélix (NGC 7293) al suroeste de δ Aquarii. Distante aproximadamente 680 años luz del sistema solar, es una de las nebulosas planetarias más próximas. A pesar de su gran tamaño aparente, es un objeto difícil de ver debido a su difusión, requiriendo cielos oscuros y el uso de instrumentos lo más luminosos posible, como unos prismáticos o un telescopio funcionando a bajos aumentos.  Fue descubierta por Karl Ludwig Harding antes de 1824.

Otros objetos a destacar son:
- Cúmulo globular NGC 7492, muy alejado del centro de nuestra galaxia.
- Galaxia espiral NGC 7727.
- Galaxia Enana de Acuario, galaxia irregular. Su pertenencia al Grupo Local se estableció con certeza solo en 1999. Su distancia a la Vía Láctea es de 3,2 millones de años luz, lo que implica que esta galaxia está bastante aislada en el espacio. Es, además, una de las galaxias menos luminosas del Grupo Local.

## Mitología

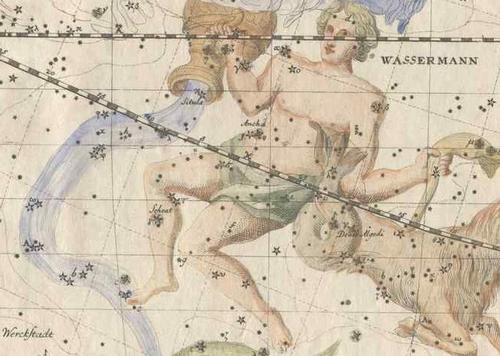
Acuario representado en el Vorstellung der Gestirne de Johann Bode (1782).

El castasterismo del Aguador, según la mitología griega, tiene variantes. En sumerio era conocido como GU.LA (el grande). Eratóstenes dice que recibe el nombre de «aguador» por lo que está haciendo. Es que se halla de pie sosteniendo una vasija y vierte una gran cantidad de líquido. Algunos dicen que es Ganimedes, suponiendo que es indicio suficiente de ello el que esté representada su imagen así, como si fuera un escanciador que sirve vino. También aducen como testigo al poeta, porque dice que éste, que descollaba por su belleza, fue elevado hasta Zeus para que escanciase (los dioses lo juzgaron digno de ello), y que se ha ganado la inmortalidad, de la que los hombres no tienen conocimiento. Lo que está vertiendo representa el néctar, que constituye la bebida de los dioses; se supone que esto sirve como testimonio de que se trata de la citada bebida divina.
Hegesianacte, sin embargo, dice que él es Deucalión, porque durante su reinado se produjeron tantas cantidades de agua debido al diluvio universal. Eubulo, de nuevo, señala que es Cécrope, conmemorando la antigüedad de la raza, y mostrando que los hombres usaban agua en los sacrificios de los dioses antes de que se les diera vino, y que Cécrope gobernó antes de que se descubriera el vino.

## Visualización alternativa
Las estrellas de la constelación de Acuario pueden conectarse de una forma alternativa, la cual muestra gráficamente un portador de agua corriendo mientras carga una vasija de la cual derrama agua.

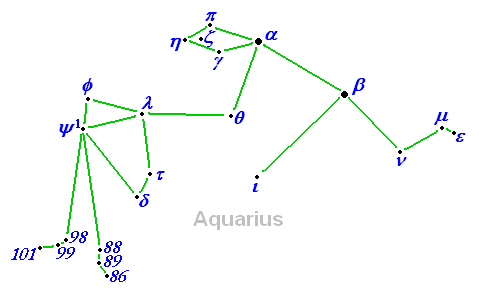
Diagrama de una forma alternativa de conectar las estrellas de la constelación de Acuario. El cargador de agua se muestra corriendo mientras carga una vasija de la cual derrama agua.

La cabeza de Acuario se forma por el cuadrilátero de estrellas α Aqr, γ Aqr, η Aqr, y π Aqr: siendo α Aqr de tercera magnitud. La estrella ζ Aqr, la cual está alojada dentro del cuadrángulo, representa un ojo.
El torso de Acuario se forma por las estrellas α Aqr y β Aqr, siendo β Aqr de tercera magnitud.
La pierna izquierda de Acuario está formada por las estrellas β Aqr y ι Aqr; y la pierna derecha, por las estrellas β Aqr (Que es el punto de unión entre las dos piernas), ν Aqr, μ Aqr, y ε Aqr, estas dos últimas representando un pie.
El brazo se forma con las estrellas α Aqr, θ Aqr, y λ Aqr, siendo λ Aqr la mano.
El portador de agua carga una vasija, tal vez una jarra, la cual se forma con las estrellas ψ¹ Aqr, φ Aqr, λ Aqr, τ Aqr, y δ Aqr. La parte superior de la vasija consta del triángulo de estrellas ψ¹ Aqr, φ Aqr, y λ Aqr.
El agua se derrama de la vasija en dos líneas. La línea de la izquierda se conforma de las estrellas ψ¹ Aqr, 98 Aqr, 99 Aqr, y 101 Aqr. La línea de la derecha se conforma de las estrellas ψ¹ Aqr, 88 Aqr, 89 Aqr, y 86 Aqr.